# △□○
株式会社△□○（みよまる、登記上の商号: 株式会社ミヨマル）は、広島県広島市安佐南区に本社を置く、パーティション製品製造販売や内装工事などを専門とする会社である。

## 概要
創業者の福田剛が1970年に元になる会社を設立。現在の会社組織へは1974年8月になる。主な事業として、トイレブースの設計・製造・販売・施工を一貫して行い、建物のパーティションについても同様に一貫して行っている。

## 社名
社名の△□○は、創業者の福田剛が世界一壮大な社名を考えていたところ、「屋根は三角で、窓は四角、人の顔は丸い」とひらめき、「この世の原形は△（三角型）□（四角型）○（丸）に集約される」という考えに基づいて付けられたものである。読みはそれぞれ辺の数から△（ミ）□（ヨ）○（マル）とした。1971年に「△□○」で設立登記を出すも法務局に申請が拒否され、やむなく登記上の商号は設立時は「株式会社美代丸」、その後「株式会社ミヨマル」に変更している。本社建物の窓も△・□・○の形状になっている。資本金も語呂合わせで、設立当初は340万円で、その後増資する際には834万円、1340万円、3400万円にしており、電話番号や社用車のナンバーも「340」にちなんだ番号と徹底している。

## 創業者
創業者の福田剛は自ら赤色の背中に「△□○」の刺繍が入ったブレザーを着て「歩く宣伝塔」と言われ、メディアに多く出演し、「Mr.△□○」として地元の有名人になっている。下着も赤で「△□○」の刺繍が入っている。

## 事務所
- 本社・中国支店
  - 広島市安佐南区伴中央4丁目8-23
- 九州支店・九州工場
  - 福岡県糟屋郡粕屋町内橋東1丁目16-25
- 大阪事務所（△□○大阪）
  - 大阪市北区本庄西1-12-19
- 東京事務所（△□○東京）
  - 江東区亀戸1-43-9 コープ野村西棟303